# Herstali Pipin
Herstali Pipin vagy II. Pipin (egyéb ismert névváltozatok: Peppin le Gros, Pepin d'Herstal), (vsz. 645 – 714. december 16.) az Austrasiai Királyság majordomusa 685-től 714-ben bekövetkezett haláláig.

## Élete
645-ben született, apja Ansegisel, a Frank Birodalom Austrasiai Királyságának majordomusa, anyja Szent Begga. Anyai nagyapja az idősebb Pipin, míg apai nagyapja Szent Arnulf. Ansegisel és Begga házassága egyesítette a Pipinidák és az Arnulfingok családját és alkotta meg a később (Martell Károly után) Karolingok néven ismert dinasztiát. Pipin feltehetően Herstalban, a mai Belgium területén található településen született, amely akkor a család hatalmi bázisa volt.
Apja halála után 675-ben örökölte Austrasia hercege címet. 679-ben el kellett menekülnie, amikor szembeszállt a szomszédos frank királyság, Neustria nagyhatalmú majordomusával, Ebroinnal. Pipin és Martin, Laon hercege, együtt vették fel a küzdelmet Ebroinnal, aki az összes frank királyságot egyesíteni akarta uralma alatt. Ebroin a háború első szakaszában legyőzte az austrasiai sereget a Lucofao (Bois-du-Fay, Laon közelében) mellett vívott csatában és Pipin ekkor elmenekült.
681-ben azonban Ebroint ellenségei meggyilkolták és Pipin békét kötött utódával, Warattonnal. Azonban Waratton utóda, Berthar és a király, III. Theuderich (aki névleg minden frank királya volt 679 óta) ismét hadat üzentek. A két királyság között háború tört ki és végül Pipin 687 júniusában legyőzte a neustriai hadat Tertry közelében. Berthar és Theuderich Párizsba vonultak vissza, ahová Pipin követte őket és egy olyan békeszerződés kényszerített a királyra, amelynek értelmében Berthar elvesztette címeit.
Pipin ekkor szinte egyidőben előbb Austrasia, majd Neustria és Burgundia majordomusa címet szerezte meg magának (688) és ekkor kezdte el használni a frankok hercege (dux et princeps Francorum) címet is. Berthar a békeszerződés megkötése után elmenekült, felesége, Anstrude pedig hozzáment Pipin legidősebb fiához, Drogóhoz, Champagne hercegéhez.
Az elkövetkező években, miután helyzete a frank királyságokban megszilárdult, Pipin sorra meghódította a frízeket, alemannokat és Frankföld törzseit, területüket a frank birodalom részévé tette. Fredegar követője krónikájában feljegyezte, hogy vereséget mért Radbod fríz hercegre Duurstede közelében (kb. 692/97-ben). Ezzel egyidőben nekilátott a germán törzsek keresztény hitre térítésének.
695-ben idősebbik fiát, Drogót kinevezte Burgundia majordomusává, míg kisebbik fia, Grimoald Neustria majordomusa lett. 27 éves uralkodása után, 714. december 16-án halt meg a Liège közelében található Jupille településen. Mivel törvényes házasságából született két fia ekkor már halott volt, a majordomusi címet szeretőjétől született fia, Martell Károly örökölte.
Pipin első házasságából származó fiai apjuk előtt haltak meg, ezért első felesége, Plectrudis azt szorgalmazta, hogy címét Grimoaldtól származó unokájára, Theodebaldra hagyja. Pipin így is tett és halála után törvényes unokái próbálták átvenni a hatalmat. Azonban Martell Károly, elsősorban katonai tehetsége révén hamarosan maga mellé állította a frank királyságok nemességét és mintegy három évig tartó polgárháborúban legyőzte Plectrudist és követőit, ezzel a három frank királyság majordomusa és de facto uralkodója lett.

## Felesége és leszármazottai
670 körül vette feleségül Plectrudist (? – 717, Köln), Hugobert moselli gróf és felesége, Irmina lányát. Felesége hozományaként Pipin jelentős birtokokat kapott Moselle környékén. Halála után Plectrudis igyekezett kezébe ragadni a hatalma, miután rábeszélte Pipint, hogy tagadja kis második, törvénytelen házasságából származó gyermekét. Kiskorú unokája, Theodebald nevében régensként uralkodott és börtönbe vetette a második házasságból származó Károlyt. 717-ben Károly kiszabadult és vereséget mért Plectrudisra és követőire a Cambrai közelében található Vinchy mellett 717. május 28-án vívott csatában.
Pipin és Plectrudis házasságából két gyermek ismert:
- Drogo (? – 704. március 24., Metz), Champagne hercege.[11] Fredegar követőjének krónikája szerint 688-690 körül kapta meg a hercegi címet apjától.[6] és hogy 697-ben Burgundia hercege lett. Mindez azért érdekes, mert a 7. századi frank királyságokban ez az egyetlen ismert példa arra, hogy a hercegi címet viselő személyt egy meghatározott terület irányításával bíztak meg. 708. március 24-én halt meg és a metzi Szent-Arnulf apátságban temették el.[12][13] Felesége 688-tól Adaltrudis, Berchar neustriai majordomus és felesége, Anstrudis lánya[14] vagy volt felesége[15] Drogo és felesége házasságából négy gyermek ismert:
  - Arnulf (700 előtt – 723 után)[16] Életéből az egyetlen ismert mozzanat, hogy 723-ban összeesküvést szőtt bátyjaival Martell Károly ellen. Arnulf feleségének és gyermekeinek neve nem ismert, de IX. Leó pápa, Hugues d'Egisheim elzászi nemes fia, egyik bullájában megemlíti, mint egyik ősét és megnevezi Arnulf apját és három testvérét is.
  - Hugo (? – 730. április, Jumièges közelében)[17][18] Saint-Denis, Jumièges és Fontenelle apátja. 719-ben Rouen püspökévé választották, 723-ban Bayeux és Párizs püspöke lett. Mivel testvéreivel szemben Martell Károlyt támogatta, az előbb 723-ban a St. Wandrille apátsággal, majd Jumièges, La Croix és Saint-Leufroy apátságával jutalmazta.[19]
  - Pipin (? – 723 után)[20] 723-ban részt vett bátyjai felkelésében Martell Károly ellen.
  - Godfrey (? – 723).[21][22] Részt vett bátyjai 723-as felkelésében Martell Károly ellen. Gyermeke feltehetően Humbert Comte de Bourges.[23]
- Grimoald (?- 714. április)[24] 695-ben apja kinevezte Neustria,[6] majd 700-ban Burgundia majordomusává.[25] Bátyja halálát követően apja Champagne és Burgundia hercegévé nevezte ki.[26] Fredegár követőjének krónikájában feljegyezte, hogy Rantgar, egy pogány fríz, gyilkolta meg Szent Lambert sírjánál, Liège városában.[27][28] Felesége Theodesindis, Ratbod fríz herceg és feleségének lánya,[29] akit 711-ben vett feleségül.[30] Házasságából nem ismert gyermek, de egy ismeretlen szeretőjétől egy fia született:
  - Theodald (707/708 – 741)[31][32] II. Dagobert uralkodása alatt majordomusnak nevezték ki.[33] Apja halála után Pipin őt nevezte meg örökösének annak ellenére, hogy még csak gyermek volt. Apai nagyanyja Austrasia majordomusának nevezte ki 714-ben, miután az előző elmenekült.[34] 715. szeptember 26-án Compiègne közelében vívott csatában Martell Károly legyőzte és Theodald elmenekült.[10] 741-ben gyilkolták meg.[35]

Második, törvénytelen (mivel első házassága még érvényes volt) felesége Chalpais vagy Alpais, egy Dodo nevű frank nemes nővére, aki Pipin udvarában a domesticus címet viselte. Dodo mellesleg onnan ismert, hogy ő volt, aki meggyilkoltatta Szent Lambert püspököt.
A házasságból egy gyermek ismert:
- Károly (690 – 741. október, Quierzy-sur-Oise)[38] Elsősorban a mórok elleni küzdelem során tanúsított bátorságáért kiérdemelte a Martel („kalapács”) becenevet. 717-ben örökölte Pipin címeit, miután legyőzte féltestvéreit.

Feleségei mellett Pipinnek volt még egy szeretője, akinek a neve nem ismert, de egy gyermeke született tőle:
- Childebrand (? – 751 vagy 762 után). Childebrand vagy Pipin szeretőjétől, vagy második házasságából született. Fredegár követőjének krónikája mindenesetre mint Károly testvérét ("germanus") nevezi meg, azonban ezt a részt maga Childebrand írhatta.[39] 737-739 körül Burgundia grófja, Provence hercege. Történész és krónikás volt, egyike azoknak, akik Fredegár krónikáját folytatták 751-768 között. Childebrand és ismeretlen feleségének egy gyermeke volt:
  - Nibelung (705/20 – 786 előtt)[40]